# 马塞洛·里奥斯
馬塞洛·安德烈斯·里奧斯·梅約加（西班牙語：Marcelo Andrés Ríos Mayorga，1975年12月26日—），智利前職業網球运动员，單打最高世界排名第一。

## 網球生涯
里歐斯在ATP巡迴賽生涯中，共奪得18項男單冠軍，他最大成就是1998年一度世界排名第一，該年，他勇奪七項ATP巡迴賽冠軍，以及澳大利亚網球公開賽亞軍，他是現時唯一一位沒有取得過大滿貫男單冠軍的球王（世界排名第一）。此外，他也是首位生涯成功囊括ATP三項紅土大師賽（蒙地卡羅、羅馬、漢堡）的球員。 他也是少數能取得陽光雙冠，即同年印第安泉大師賽和邁阿密大師賽男單冠軍的球員（1998年）。 他是拉丁美洲首位ATP世界排名第一的球員。 他在2004年宣佈退役。 他退役後也曾參加ATP元老冠軍巡迴賽（Tour of Champion）。

## 大满贯

### 男單亞軍（1）
| 年份 | 比賽 | 場地 | 決賽對手 | 對手國籍 | 勝方比分      |
| ---- | ---- | ---- | -------- | -------- | ------------- |
| 1998 | 澳网 | 硬地 | 科達     | 捷克     | 6-2, 6-2, 6-2 |

## ATP巡迴賽

### 單打冠軍（18）
- 1995年 (3) - 阿姆斯特丹、博洛尼亞、吉隆坡
- 1996年 (1) - 聖皮爾滕
- 1997年 (1) - 蒙地卡羅^  注解A：
- 1998年 (7) （页面存档备份，存于） - 奧克蘭、印第安泉 (新聞周刊盃)^  注解A：、邁阿密 (比斯坎灣利普顿錦標賽)^  注解A：、羅馬^  注解A：、聖皮爾滕、新加坡、慕尼黑大滿貫盃
- 1999年 (3) - 漢堡^  注解A：、聖皮爾滕、新加坡
- 2000年 (1) - 克羅地亞 烏馬格
- 2001年 (2) - 多哈、香港沙龍公開賽

^  注解A：為ATP大師賽（共5項冠軍）

### 單打亞軍（13）
- 1995年 (1) - 聖地亞哥
- 1996年 (3) - 巴塞羅那、聖地亞哥、美國斯科茨戴爾
- 1997年 (4) - 波士頓、馬賽、羅馬^  注解A：、聖地亞哥
- 1998年 (1) - 澳網
- 1999年 (2) - 蒙特卡洛^  注解A：、上海
- 2002年 (1) - 斯德哥爾摩
- 2003年 (1) - 智利 Vina del Mar

## 外部連結
- 马塞洛·里奥斯（英文/西班牙文）的官方資料
- 马塞洛·里奥斯的國際網球總會 職業／青少年 官方資料（英文）
- 马塞洛·里奥斯的官方資料（英文）